# 冲锋枪

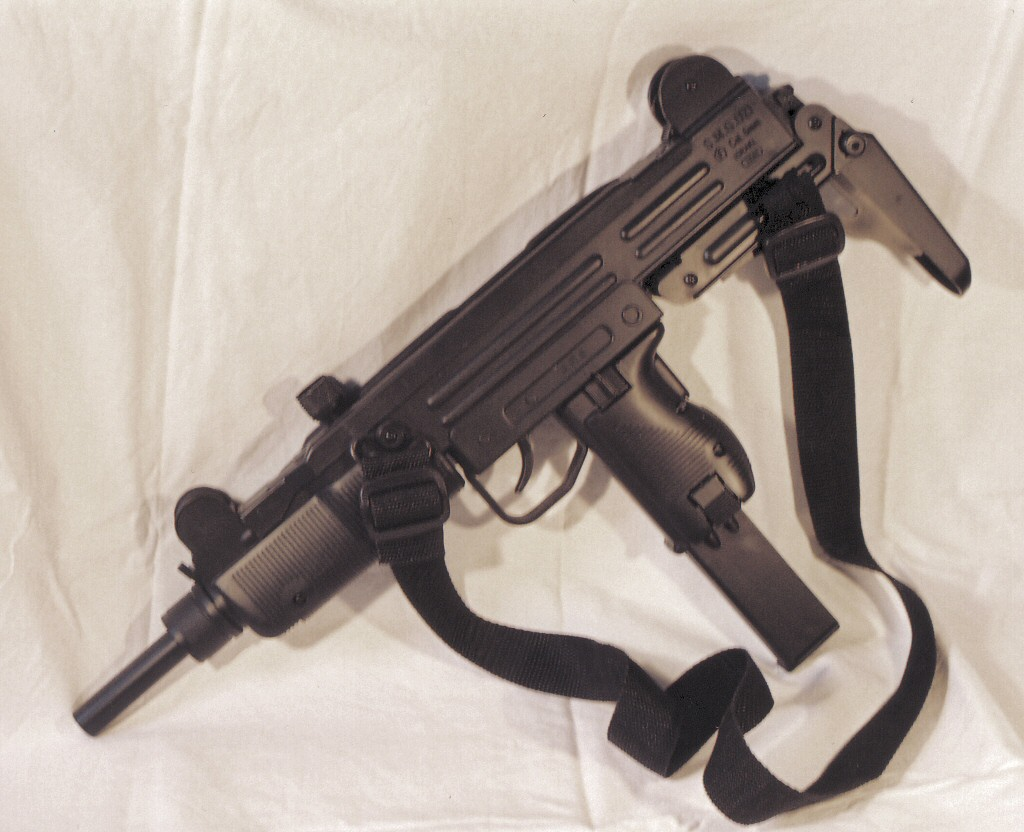
以色列的乌兹冲锋枪（UZI）。

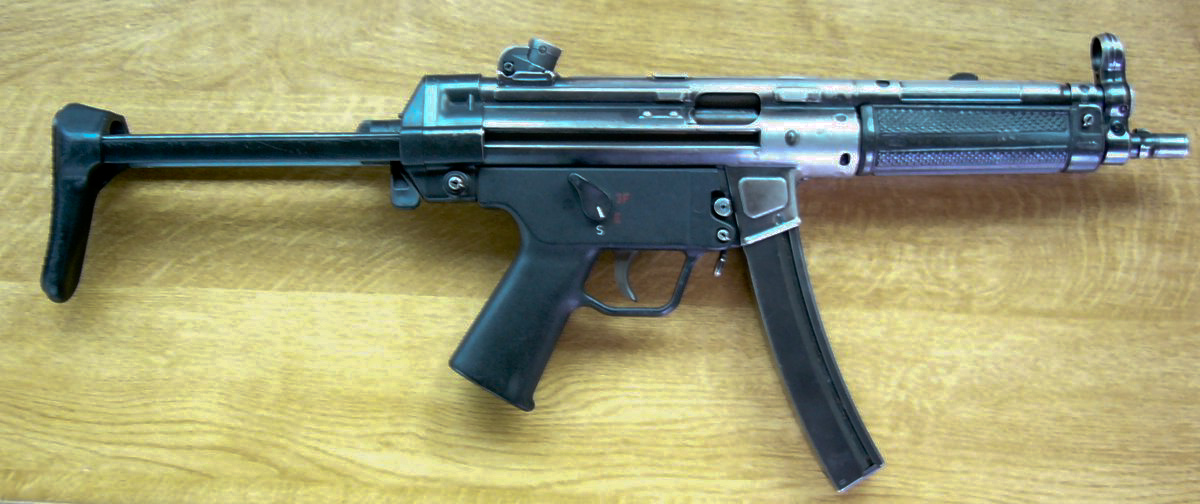
H&K的MP5A3

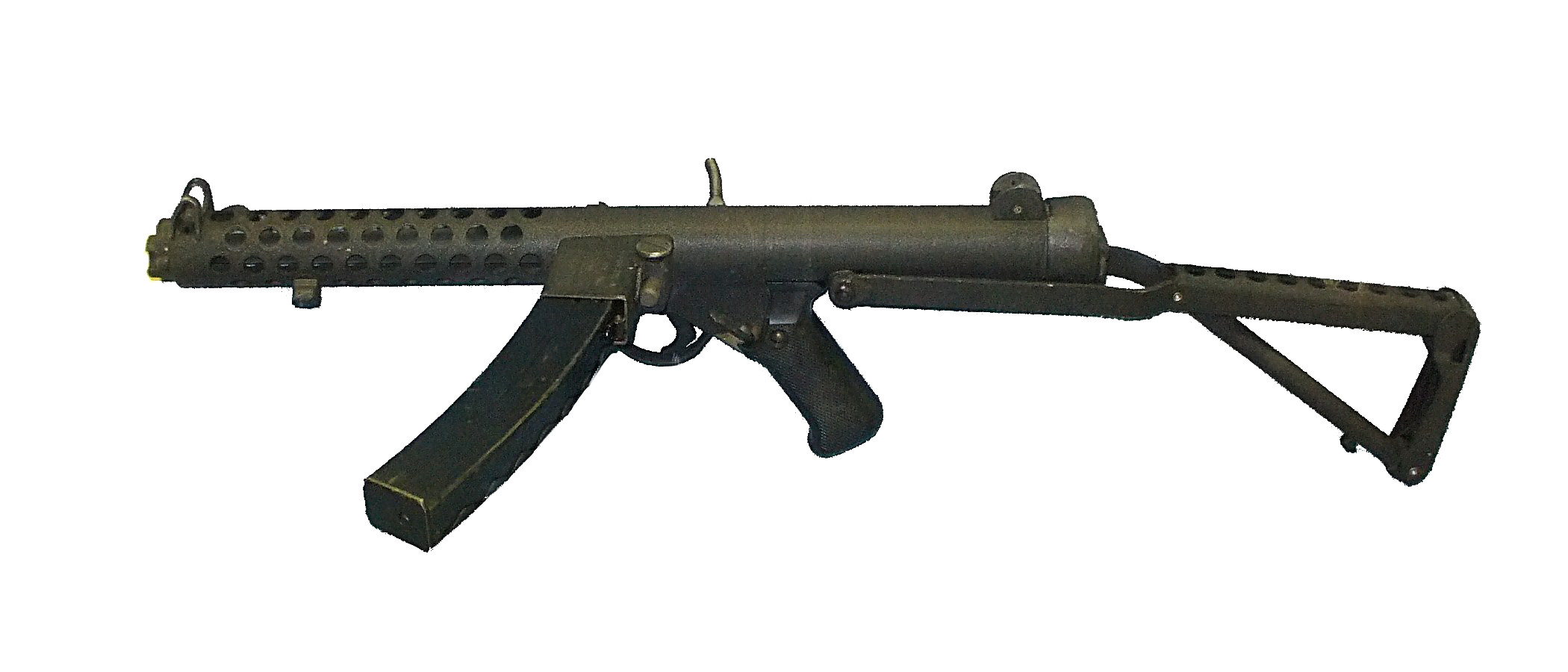
史特林軍備公司的史特林冲锋枪

冲锋枪（英語：submachine gun，缩写：SMG，直译“亚机关枪”），旧译手提机枪或手提轻机枪，一般泛指设计上用来由抵肩射击的风冷、弹匣／弹鼓供弹、可以自动射击发射手枪弹的轻型单兵长管枪械，与同样是速射自动武器的机枪的差别在不使用全威力的步枪弹。
世界上第一款使用手枪弹的连发速射武器设计是第一次世界大战时协约国意大利于1915年推出的維拉爾—佩羅薩（Villar-Perosa，简称VP或FIAT Mod.1915）航空机枪，采用双枪管设计，发射9毫米格利森蒂手枪弹，装有两脚架但没有肩托，射速超过每分钟1,500发，但因为是固定在飞机上而非单兵携带所以不被一些人看成是真正意义上的冲锋枪。一战末期，VP机枪的设计被贝瑞塔公司改成單管直接装上了木质枪托变成了OVP冲锋枪，同期另行生產專門為作為衝鋒槍造的貝瑞塔M1918衝鋒槍，意大利人将其称为缩写為MAB1918，直译“机械自动枪贝瑞塔1918型”。
同期美国陆军准将约翰·T·汤普森（John Taliaferro Thompson）在1918年设计了汤普森冲锋枪（Thompson submachine gun），首次采取的称谓，使用柯尔特.45 ACP手枪弹，于1921年开始量产。
在另一方，同盟國方面的德國和奧匈帝國先把手槍改造成可連發的衝鋒手槍，如魯格P08的炮兵型和奧匈帝國的斯泰爾M1912改造槍，但因為使用上的不便始終無法普及。德国人也推出了发射9×19毫米鲁格弹的MP18伯格曼冲锋枪，因使用手枪弹，德国人将其归类为類以前述的（机关手枪），但与其更早的手枪如鲁格P08和毛瑟C96的全自动版本（亦被称为MP，本质为手枪，造价高昂且连发对枪管的损耗很大）显著属不同类型。后因东线战场上鲁格手枪弹显得威力不足，遂以7.92×57毫米毛瑟步枪弹为基础，专门开发了7.92×33毫米中长步枪弹，用于全新的，此枪后被希特勒出于鼓舞士气目的重新定名為 44/StG 44（虽然他最初反对为全新开发和列装这种新类型轻武器耗费战争资源），成为汉语冲锋枪一词的来源；此称谓亦被英美所接受，稱为，以区别于使用手枪弹的“（简称SMG）”。
中文语境原本不区分使用手枪弹或中长、小口径步枪弹的枪型，如使用7.62×25毫米“托卡列夫”手枪彈的PPSh-41“波波莎”冲锋枪和使用7.62×39毫米中間型威力槍弹的56式自动步枪均被称作“冲锋枪”；近来有仿效德、英语，以“冲锋枪”对应于/特指使用手枪弹品种，以“突击步枪”对应于/特指使用中间型威力弹或小口径步枪弹品种，虽然中文中这两个词都可以看成的不同翻译。

## 運用與定位
冲锋枪是对1944年出现的德语Sturmgewehr/StG的早期翻译（德语中“Sturm”本意为“风暴”，如同星球大战中的“Sturmtruppe”“风暴兵”；作为动词意为“冲锋”、“突击”；“Gewehr”直译“武器”、“枪”），本身由一戰末期臨時出現的全自动速射轻短武器于二战末期进化而来。因其便携性曾与卡宾枪混称。而卡宾枪原指枪管缩短结构减轻的杠杆式、栓动或半自动步枪，早期使用全长步枪弹的毛瑟Karabiner 98 kurz为避免凡尔赛和约限制亦被称作“卡宾 98 短”步枪；现各类枪械尤其是可速射的轻短类型，有因规避法律限制等原因，均有降级自定义为“卡宾枪”，造成与“冲锋枪”界限模糊。
按機能上衝鋒槍，与步槍的短管卡賓槍型，和可以連發的大型衝鋒手槍有所重疊，其實怎樣才算是衝鋒槍往往視乎生產者或使用者的。
因為衝鋒槍是在一戰臨時出現的全新槍械種類。一战末期协约国军力开始占据优势，协约军以重炮和例如1917年6月7日梅西讷山脊战役大爆炸撕开德军防线，然后以步兵冲锋试图占领被轰成废墟德军阵地，但仍收效甚微，因为德军作为应对只在1线布置部分兵力，另组织了精锐的“冲击队”Stosstrupp/Shock troops携各种轻便的增强火力武器（MP冲锋手枪，MG08减重后的MG08/15及MG08/18“轻”机枪，M24手榴弹，MP18冲锋枪），自第2防线迅速反击，从协约军手中夺回甚至更早抵达阵地。MP型冲锋枪發明的原始用意是在战壕中近距离使用的有高容量弹匣的速射火器，以避免步枪在战壕战中来不及装弹也不便于拼刺刀甚至有时还不如军铲的尴尬，并不强调射程与精度，一开始便与卡宾枪和現代所說的突擊步槍定位不同。
二战的苏德战场上，步兵争夺阵地的战壕战和苏联大城市内的夺城巷战愈演愈烈，同时因苏德战场战线极为宽广，德军士兵需要一种可兼顾战壕战和地面战的高容量弹匣速射火器，需融合苏军士兵正在使用的SVT-40半自動步槍和PPSh-41冲锋枪的优点，并对这两者形成优势。帝国装备部部长阿尔伯特·斯佩尔不顾当时希特勒的反对，私下支持發明新式的中間型威力槍彈及StG型冲锋枪，只是为避免被认为违抗命令，仍将其称作MP-43并投放东线战场试用，受到前线士兵的欢迎。当希特勒从前线将领口中得知MP-43的优越性后，认可了施佩尔的做法并亲自将其命名为StG-44。
而原始開發國德國和義大利對其定性不同，即德國把其稱為maschinenpistole（机关手枪），但美国、意大利把其稱為手提機槍或連發卡賓槍，在中文的「衝鋒槍」和上兩者概念不同，其實反而是原始的用意即突擊步槍，所以現時實際上並無嚴格的定義。

### 運用
以發射手槍彈的槍型來說，可因為有槍托和長槍管更可以雙手握持，實際有效射程和精度遠遠超過使用同彈藥的手槍不少，一般約可達五十公尺左右。
而且較大和堅固的機匣和槍機構造，可以使用較同外觀和尺寸的標準手槍彈的高膛壓的強裝彈（類似馬格南手槍彈的威力，但用標準彈殼中把火藥裝得較滿），適合执行近距離任務，實際有效射程達一百公尺，而使用專用的新型子彈的個人防衛武器更可達二百公尺，兩者近距離中都可以貫穿大部分的防彈衣。
而反過來使用減裝彈（在標準彈殼中減少火藥分量）時或本來便用亞音速子彈的型號，因為有較長的槍管，可以在上面開小孔來安裝專用的抑制器。故衝鋒槍常被特警隊作反恐或治安任務用途。
而發射中間型威力槍彈（包括了小口徑步槍彈）的槍型，理論射程和標準突擊步槍相仿，但實際上因為槍過短和輕，很難擊中在三百公尺外的目標。但因為假想敵也是使用自動步槍的前題下，軍方常歡迎這類槍型。

### 定義
衝鋒槍並未有統一的定義。
現時一般的書籍上指的是從兩次世界大戰中的戰勝國的角度出發，都是使用手槍子彈，但可用較標準彈更高威力的彈型，即包括高威力的強裝彈並配穿甲彈彈頭或個人防衛武器的專用彈，擁有像步槍構造的槍托和護木或前握把還有接近步槍的槍管長度，可以連發的槍械，更有很多實際由突擊步槍改造成的，如柯爾特9毫米衝鋒槍和PP-19-01勇士衝鋒槍。這也意味通常的衝鋒槍是屬於卡賓槍（短步槍），概念也接近後來的個人防衛武器。所以一旦衝鋒槍被改造或調校單發射擊，便是一支低火力的短小半自動步槍。
但從德國和日本的角度指的是機關手槍（德語: Maschinenpistole）或和制漢字的短機關槍（日語: 短機関銃）即可以連發的短槍。以這種觀念出發的所謂超小型衝鋒槍的，常沒有槍托和超短槍管，又沒有護木或前握把，而且其衍生的半自動型號都被定位為手槍，也通常只可以用標準手槍彈或減裝彈乃至低火力的手槍彈。
但以原始衝鋒槍開發的定義指的是後來的突擊步槍，只不過當時還沒有專用的子彈下才不得不用手槍彈，至今仍然常有人認為短管的突擊步槍就是衝鋒槍。如在中國傳統的分類:
世界各国对冲锋枪的定义并无普遍接受的共识。按照中国大陆1978年出版《辞海·军事分册》之定义，冲锋枪是“由单兵操作，不配备脚架，通常装有快慢机，发射手枪子弹或中号步枪弹的单兵连发火器”，可见当时中国大陆并没有接受北约的“突击步枪”概念，苏联卡拉什尼科夫自動步槍的中方授权制造版本56式自动步枪的正式中文名称即为“五六式冲锋枪”，在越战和中越戰爭相关新闻报导中提及美制M16突击步枪通常也以“冲锋枪”称谓。按此标准，冲锋枪和自动步枪的主要区别在于弹药类型和脚架；只有使用全长步枪子弹并不标配脚架的枪型，比如美制勃朗宁自动步枪（Browning Automatic Rifle，简称BAR），才会被冠以“全自动步枪”的称呼。90年代之后出于同国际接轨的考虑，中国大陆也开始采用“自动步枪”来描述使用中间型弹药的枪型，比如95式自动步枪，然而旧的分类方法已然约定俗成，以至至今在解放军部队中仍有采用“95式冲锋枪”的叫法。
但因為現代治安和反恐作戰，已經為衝鋒槍找到了新的定位和用途，所以較少人接受使用中間型威力槍彈的定義。

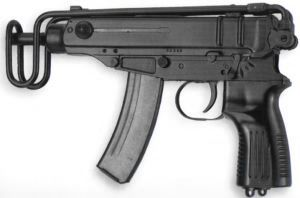
捷克斯洛伐克製造的Vz.61蠍式衝鋒槍。

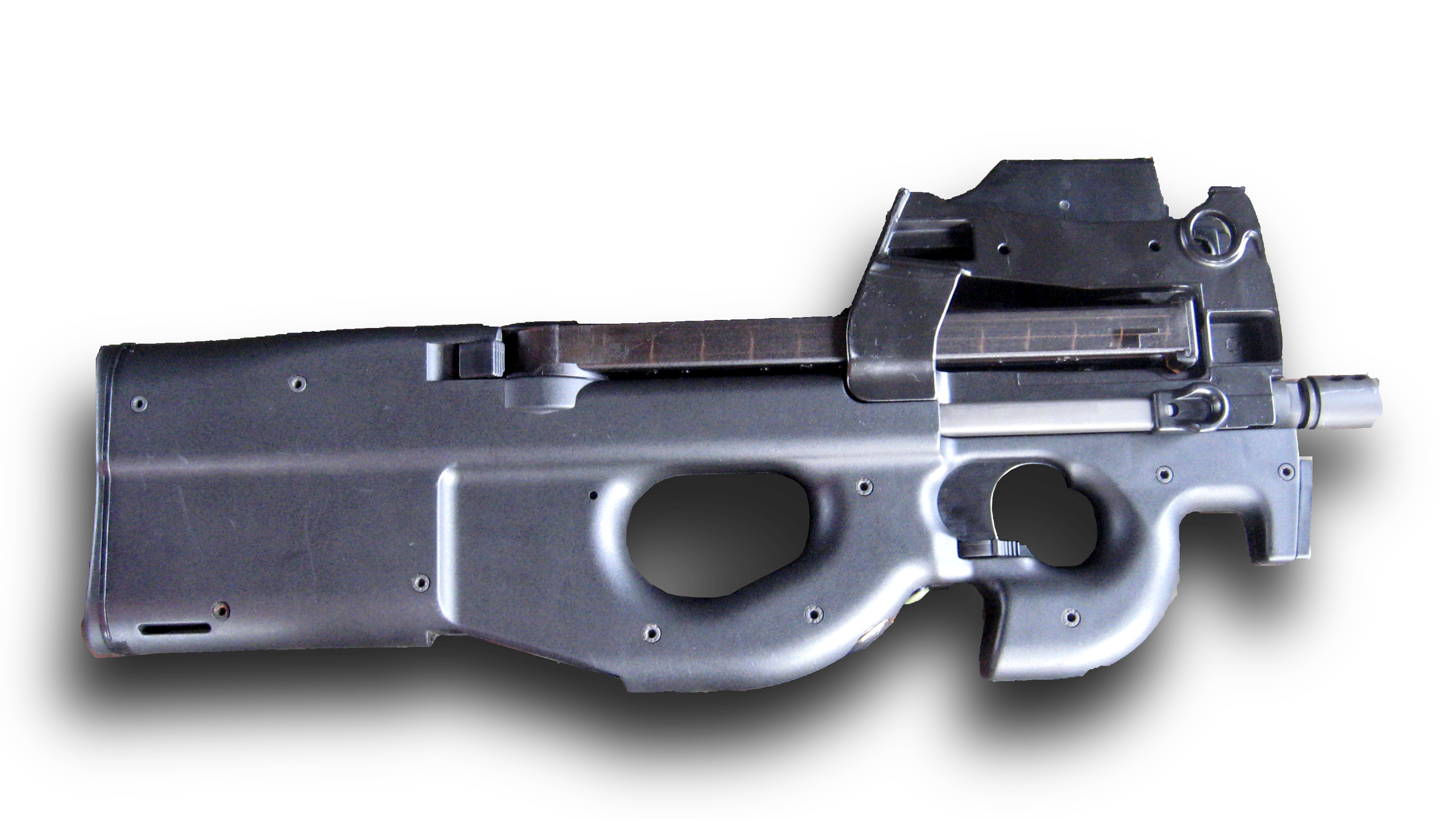
一把比利時製造的P90 LV/LIR。值得一提的是，P90是世界上第一支個人防衛武器（PDW）。

## 发展历史

### 兩次世界大戰時期
冲锋枪的设计需求最早来自于第一次世界大战当中的堑壕战上。当时无论是同盟国阵营和协约国阵营的士兵，都在寻求一种能在狭窄的壕沟战斗环境中进行高射速射击的全自动武器，它们希望这种武器能够拥有如同机枪一般的连射火力，但在同时体积也必须缩小到可由单兵携带并射击。
除了維拉爾—佩羅薩空用衝鋒槍外，还出现了三种真正的冲锋枪，便是同為義大利的把Villar-Perosa改用单枪管、加装枪托及护木改良版本OVP冲锋枪，與其正式量產型的貝瑞塔M1918衝鋒槍和德国的MP18衝鋒槍。实际上设计和外观都是作为可像机枪般连发，使用适合近战的手枪子弹的卡宾枪。
这类需求在一战末期最后几场大规模戰役开始显露其价值，德军在实行突击群战术（Stormtroop tactics）的步兵上配备了衝鋒槍，并且成功的对协约国军造成了威胁，但是因为協約國投入的生力軍美國陸軍步兵配發了霰弹枪在火力上压倒了冲锋枪，而在冲锋枪在战略上的优势仍未完全显露时，一战便已经结束了。因此冲锋枪并未在一战的战场上对当时步兵的作战方式产生全面性影响。

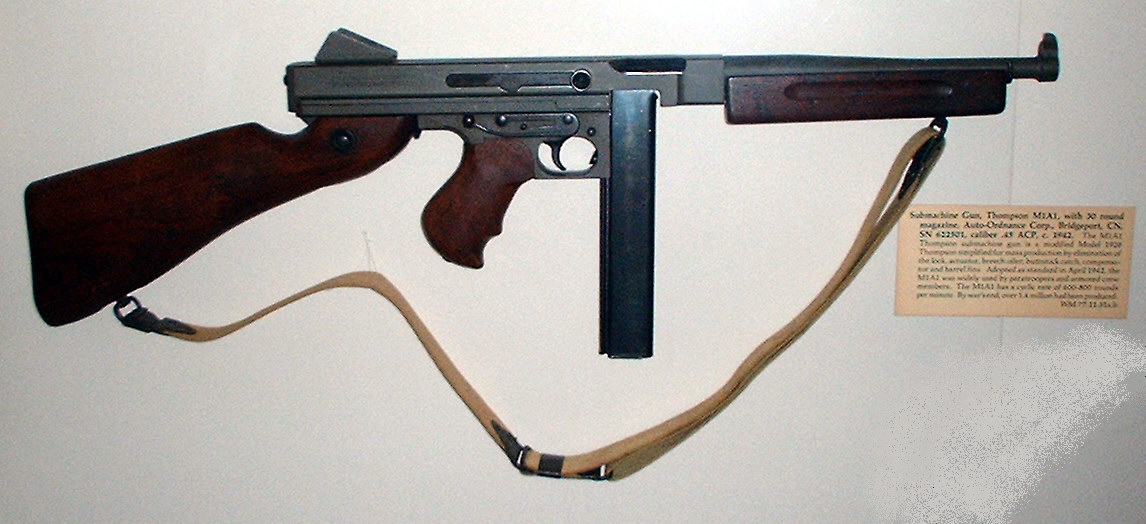
M1A1汤普森。

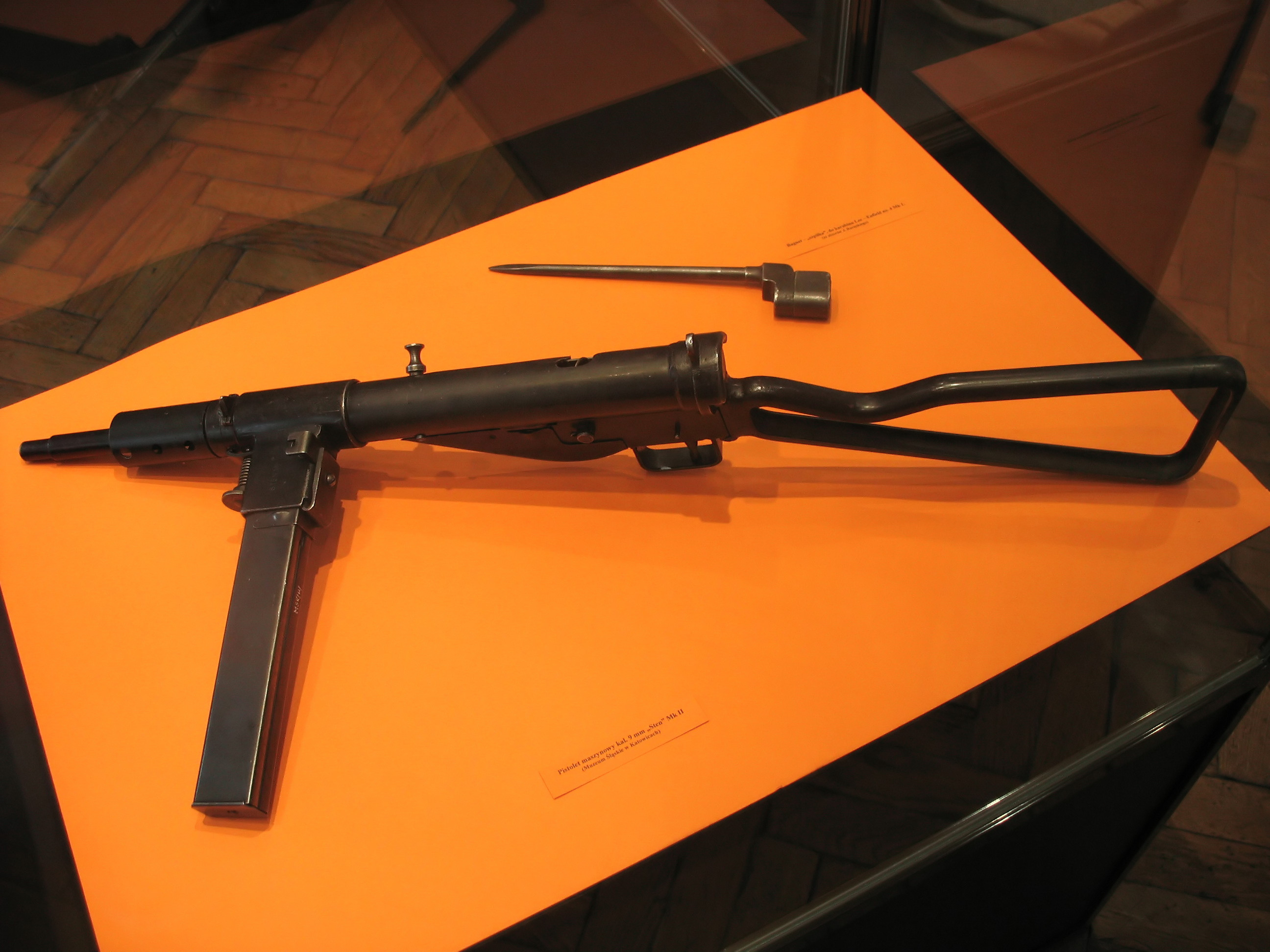
斯登衝鋒槍。

在二战当中，冲锋枪已经成为欧美国家的军队的主要装备，著名的如美军的汤普森冲锋枪、M3衝鋒槍、德军的MP40等；就连在战前将冲锋枪视为「土匪兵器」而不屑去生产的英国陆军，也在开战以后量產仿製MP-28的英國版蘭切斯特衝鋒槍，隨後又開發出設計更簡單，被戏称做「水喉管」的斯登衝鋒槍（Sten）系列装备部队。
蘇聯部隊在冬季戰爭期間被芬蘭陸軍步兵配備的索米M1931衝鋒槍痛擊，因此開始研發出本國版的索米衝鋒槍，在德國入侵蘇聯時，蘇聯步兵的主力武器開始換用PPSh-41冲锋枪，甚至比步枪更广泛装备部队，有些部队更以本型为唯一枪械。由於各國都有數以百萬計的衝鋒槍需求，簡化生產工藝複雜度、降低生產成本成為各國重點，衝壓工法量產的槍枝零件大量導入衝鋒槍中，除了槍管等核心擊發零件必須要用車床膛孔削切，其餘槍械零附件幾乎都採用衝壓工藝製造，大幅降低製造工時與價格，二战前后开发的冲锋枪多被视为第二代的产物。

### 二戰後
二战末期由纳粹德国率先开发出来的突击步枪成了轻兵器史上的革命性发明，虽然突击步枪动摇了传统的步枪以及冲锋枪在军队中的地位，衝鋒槍在二戰後的軍用需求大減，但是冲锋枪在警用市场数量上仍然相当广泛。如1954年以色列军事工业所推出的乌兹冲锋枪系列便是一例，乌兹冲锋枪沿用了前捷克斯洛伐克的CZ 25冲锋枪首创的包络式枪机设计，这两种枪械都把弹匣的供弹位置设于握把内，大大缩短了全长而保持了枪管的长度。
為了開發新客戶，槍廠開始為衝鋒槍開發改良套件，如美國茵格倫開發的MAC-10衝鋒槍，即是整合槍管消音器，使它更適合特殊作戰運用。
然而，当时冲锋枪给人们的印象还是一种结构简单、精度不高的射击枪械，尤其是二战时為了擴增產量而導致製造精密度下降，讓當時的衝鋒槍比一戰時生產的版本更容易故障，射擊精準度也不好。這種既有印象到1960年代后期西德槍廠黑克勒-科赫（H&K）开发出舉世聞名的MP5系列才有所改变。在MP5之前，衝鋒槍為了易於量產使用的反衝式槍機多半採用直接反沖，雖然原理簡單，但對於射手控制射向即相當不利；H&K公司在MP5上的重大改良是將HK G3自动步枪所用的滾輪延遲反沖槍機移植到衝鋒槍上，搭配威力較全裝步槍彈弱的帕拉貝輪子彈，MP5一改原本衝鋒槍廉價、易於量產、射擊精度差的特性，變成高價，但是射擊精準度也非常優秀的衝鋒槍，這讓它成為近身距離作戰之利器。
MP5系列開始被外界廣為知曉是在1980年的伦敦伊朗大使馆挟持人质事件（王侯门事件或太子门事件）当中大出风头，执行攻坚任务的英国陸軍特种空勤团手持MP5进行攻坚的镜头经由大众媒体曝光，加上該次反恐任務的低傷亡成果，西方國家負責特殊作戰的部門，包括警察、軍隊接廣加採用，雖然後來有更多配合近距離作戰的新式槍械誕生，但MP5系列仍是各國反恐任務導向的軍警部隊慣用的標準武器。

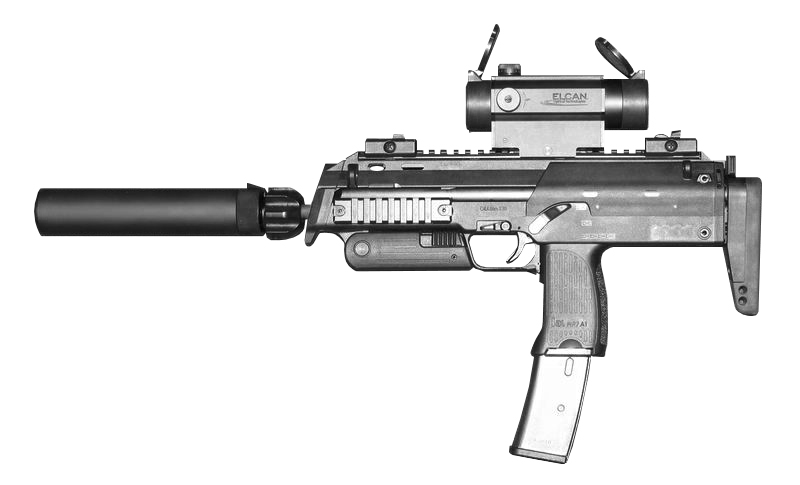
H&K的MP7A1 PDW。

由於MP5系列的成功，各國槍廠皆借鑑了HK模式，也就是將突擊步槍的槍機移植到衝鋒槍上，以提高槍械性能的途徑。包括柯特9公釐衝鋒槍、HK UMP衝鋒槍、PP-19-01勇士衝鋒槍等。但是在使用凱夫勒纖維甚至是陶瓷防彈插片的個人防護套件逐漸普及後，採用手槍子彈為主的衝鋒槍陷入制止力不足的窘境。因此到21世紀後緊緻型突擊步槍，或是如FN P90及HK MP7等採用小口徑高穿透力彈藥的个人防卫武器成為取代衝鋒槍的方案。